# KRBOX4
KRBOX4 (англ. KRAB box domain containing 4) – білок, який кодується однойменним геном, розташованим у людей на короткому плечі X-хромосоми. Довжина поліпептидного ланцюга білка становить 171 амінокислот, а молекулярна маса — 20 100.
| 10         |  | 20         |  | 30         |  | 40         |  | 50         |
| ---------- |  | ---------- |  | ---------- |  | ---------- |  | ---------- |
| MAMSQESLTF |  | KDVFVDFTLE |  | EWQQLDSAQK |  | NLYRDVMLEN |  | YSHLVSVGYL |
| VAKPDVIFRL |  | GPGEESWMAD |  | GGTPVRTCAG |  | EDRPEVWQVD |  | EQIDHYKESQ |
| DKLPWQAAFI |  | GKETLKDESG |  | QESRTCRKSI |  | YLSTEFDSVR |  | QRLPKYYSWE |
| KAFKTSFKLS |  | WSKWKLCKKE |  | R          |  |            |  |            |

A: Аланін

C: Цистеїн

D: Аспарагінова кислота

E: Глутамінова кислота

F: Фенілаланін

G: Гліцин

H: Гістидин

I: Ізолейцин

K: Лізин

L: Лейцин

M: Метіонін

N: Аспарагін

P: Пролін

Q: Глутамін

R: Аргінін

S: Серин

T: Треонін

V: Валін

W: Триптофан

Задіяний у такому біологічному процесі, як альтернативний сплайсинг. 